# Biała Kompania
Biała Kompania (łac. comitas alba, wł. societ bianca) – oddział najemników, działający w północnej i centralnej części Półwyspu Apenińskiego w II połowie XIV wieku.
Utworzony został w 1360 roku przez żołnierzy, którzy uczestniczyli w pierwszym etapie wojny stuletniej, a zostali zwolnieni ze służby po zawarciu traktatu w Brétigny. Razem z innymi wolnymi kompaniami najemników spustoszył Langwedocję i Prowansję, po czym został zaciągnięty przez papieża Innocentego VI i wyruszył do północnej Italii. Od 1361 roku walczył w służbie jego sojusznika, markiza Montferratu, przeciwko władcy Mediolanu, Barnabie Viscontiemu. Po zakończeniu tego konfliktu Białą Kompanię wynajęła Piza (1363), która prowadziła wojnę z Florencją. W trakcie walk większość oddziału, przekupiona przez Florentczyków, przeszła na ich stronę. W 1365 roku Białą wynajął papież Urban V, lecz po pewnym czasie zrezygnował z jej usług, a sam oddział w tym samym roku został rozbity przez inną jednostkę najemników, Kompanię Gwiazdy.
W Białej dominowali Anglicy, z czasem wstępowali do niej także Niemcy, Węgrzy i Włosi. Spośród jej żołnierzy największy rozgłos zdobył John Hawkwood, który z nią przybył do Italii. Przez pewien czas (1363–1364) sprawował dowództwo nad kompanią aż do momentu przejścia jej większej części na stronę Florencji. Sam, razem z mniejszą liczbą żołnierzy z tego oddziału, pozostał lojalny wobec Pizy. W historiografii używa się niekiedy nazwy „Biała Kompania” jako nazwy jednostek, którymi później dowodził.
Formacja wyróżniała się dużymi walorami w walce, jak również wielką brutalnością wobec ludności na terenach, gdzie toczyła wojny. Wykorzystywała przy tym metody wypracowane podczas walk angielsko-francuskich, które upowszechniały się za jej pośrednictwem w armiach krajów włoskich. Geneza nazwy oddziału nie jest w pełni jasna. Najprawdopodobniej pochodziła od elementu wyposażenia: polerowanych zbroi białych lub ubiorów, kurt albo opończy.
Losy formacji budziły spore zainteresowanie w XIX wieku i stały się tematem wykładów Johna Ruskina oraz inspiracją jednej z powieści historycznych Arthura Conana Doyle’a.

## Geneza

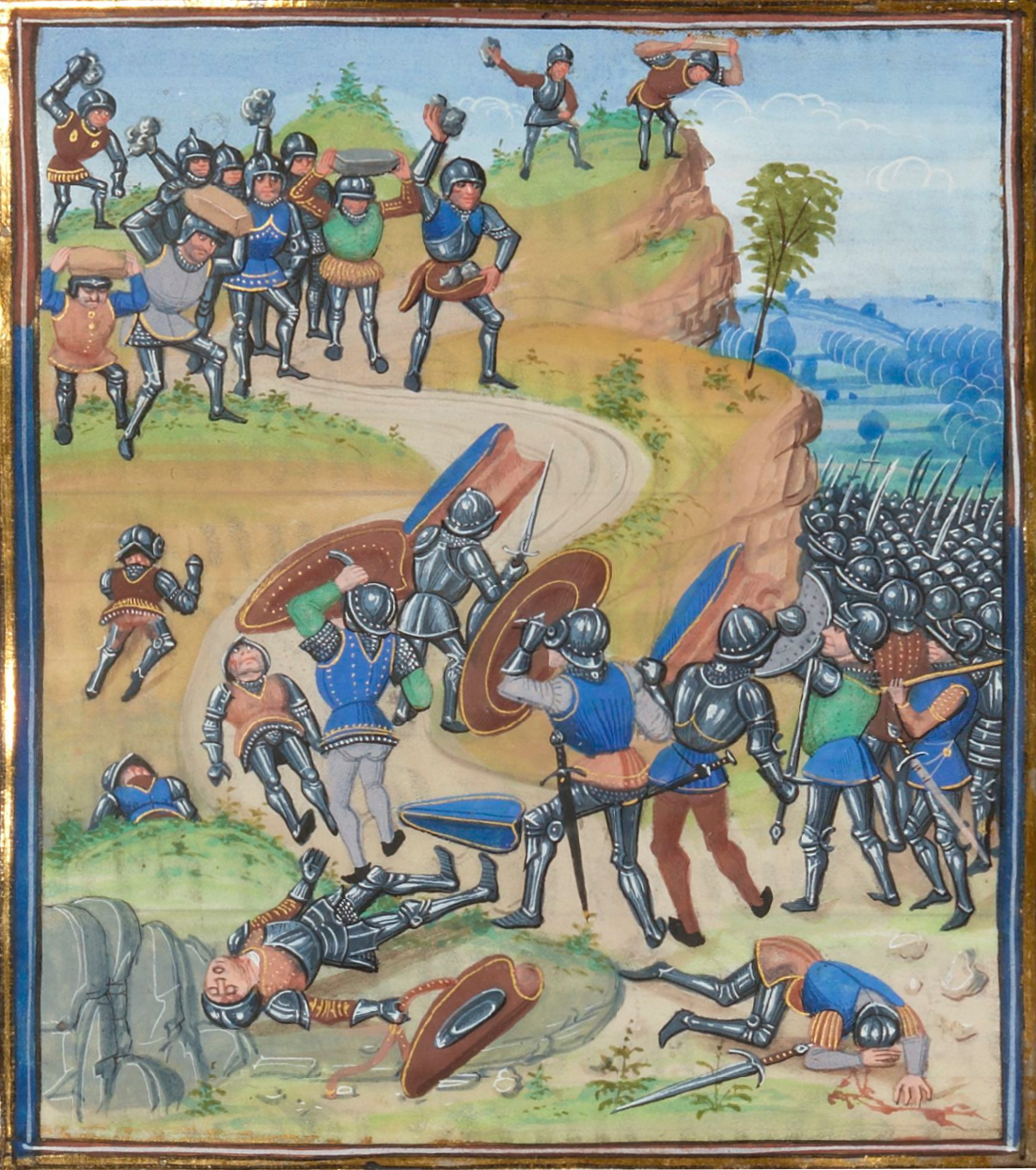
Miniatura z kroniki Jeana Froissarta przedstawiająca najemników w bitwie pod Brignais (1362)

Biała Kompania powstała w 1360 roku. Sformowali ją żołnierze najemni, którzy po zawarciu pokoju w Brétigny, kończącego pierwszy etap wojny stuletniej, zostali zwolnieni ze służby w armiach królów Francji i Anglii. Biała, razem z podobnymi sobie oddziałami, utworzyła Wielką Kompanię, która ruszyła do Langwedocji i Prowansji, łupiąc te tereny. Najemnicy splądrowali papieskie hrabstwo Venaissin, a na przełomie 1360 i 1361 roku zagrozili Awinionowi, usiłując zastraszyć Innocentego VI.
Ostatecznie papież zaciągnął Białą Kompanię i wysłał ją do północnej Italii, gdzie miała wesprzeć jego sojusznika, Jana II Paleologa, markiza Montferratu, w walce z Bernabą Viscontim, władcą Mediolanu. Oddział dotarł tam wiosną 1361 roku, rozpoczynając swoją kilkuletnią obecność na Półwyspie Apenińskim i udział w wojnach między włoskimi państwami.

## Nazwa
Nazwa wiązana jest z wyposażeniem najemników. Miała pochodzić od polerowanych na połysk zbroi (całych lub też samych napierśników), względnie od używania zbroi białych, czyli nieokrywanych żadnymi tkaninami. Wedle innego wytłumaczenia jej źródłem było posługiwanie się białymi flagami oraz noszenie przez żołnierzy białych kurt lub opończy.
Jednak oryginalna nazwa formacji brzmiała „Wielka Kompania”, względnie „Wielka Kompania Anglików i Niemców”. Znana wcześniej we Francji, może wskazywać na zachowywanie pewnej ciągłości oddziału. Określenie „Biała Kompania” pojawiało się w przekazach włoskich i z upływem czasu zaczęło dominować. Ostateczne spopularyzowanie tej nazwy nastąpiło kilka stuleci później, w XIX wieku, między innymi za sprawą Johna Ruskina i Arthura Conana Doyle’a. Jej geneza nie jest jednak jednoznaczna. Używali jej Florentczyk Matteo Villani i Anglik Thomas Walshingam, lecz nie zawarli w swoich kronikach wyjaśnienia, skąd pochodziła. To Ruskin, bazując na relacji Filippa Villianiego (syna Mattea, również kronikarza), dał wytłumaczenie wywodzące je od polerowanych zbroi, w słońcu sprawiających wrażenie „białych”. Natomiast Mediolańczyk, Pietro Azario, w ogóle nie posługiwał się tym mianem. Jego opis wyposażenia najemników wskazuje, że tylko część z nich miała napierśniki lub hełmy, reszta poprzestawała na skórzanych dubletach. Villani przedstawiał oddział jako dysponujący lepszym uzbrojeniem ochronnym, różnicę w relacjach można tłumaczyć tym, że Azario poznał kompanię tuż po jej przybyciu do Italii, zaś Florentczyk w późniejszym czasie, niedługo po tym jak otrzymała sporą zaliczkę za służbę Pizie, która, podobnie jak łupy z wcześniejszych operacji, wpłynęła na poprawę stanu wyposażenia.
Wskazówkę, że nazwa nie była związana ze zbrojami, lecz ze strojami, dał opis wyglądu jednego z dowódców, Andrew Belmonta, który wedle tej relacji był „ubrany cały na biało”. Biel wiązano z Kościołem, możliwe, iż najemnicy nawiązywali w ten sposób do sprowadzenia ich do Italii przez papieża. Najczęściej mianem Białej Kompanii oddział określano w dokumentach z Toskanii, być może wynikało to z chęci odróżnienia go od co najmniej dwóch innych jednostek najemnych, które nosiły nazwę Wielkiej Kompanii i również operowały w północnej i środkowej części Półwyspu Apenińskiego.

## Skład etniczny i liczebność
Pod względem etnicznym w kompanii dominowali Anglicy, w jej szeregach znaleźli się także Niemcy i Włosi. Przynajmniej początkowo liczba żołnierzy angielskich przewyższała znacznie tych innego pochodzenia. W najstarszym zachowanym kontrakcie najmu, pochodzącym z 22 listopada 1361 roku, użyto nazwy Wielkiej Kompanii Anglików i Niemców, co jednak mogło być tylko wyrazem szacunku wobec dowódcy całego oddziału, brak bowiem przekazów, by na tym etapie działalności było wielu Niemców w jej szeregach. Wyraźną przewagę Anglików widać wśród kadry dowódczej. Jako kapitana generalnego wymieniono niemieckiego najemnika Alberta Sterza, natomiast spośród podległych mu 17 dowódców aż 15 nosiło imiona, które można uznać za angielskie. Część z nich można, z większym lub mniejszym prawdopodobieństwem, zidentyfikować z konkretnymi weteranami wojny stuletniej, stosunkowo łatwym przypadkiem był John Hawkwood, którego imię i nazwisko w formie łacińskiej (Iohannes de Hakeude) nie odbiegało bardzo od oryginalnego angielskiego zapisu.  Kronikarze państw włoskich identyfikując oddział również wskazywali, kto dominował w jego składzie – piszący po łacinie używali określeń takich jak societas angliciis, zaś francuskojęzyczny Jehan Servion z Sabaudii nazwał oddział compagnez des angloys. Być może kolejnym wyrazem znacznej przewagi Anglików (i zarazem poczucia lojalności wobec swojego monarchy) był ostatni zapis w kontrakcie, w myśl którego oddział nie będzie nigdy walczył przeciwko wojskom króla Edwarda III. Z upływem czasu struktura etniczna ulegała zmianom. W Białej Kompanii wzrosła liczba Niemców i Włochów, pojawili się także liczni węgierscy najemnicy. 
Nie ma w dokumentach informacji dotyczących liczebności oddziału w początkach jego działalności w Italii. Umowa z 22 listopada 1361 roku nie zawiera żadnych danych na ten temat. Dlatego historycy skazani są na korzystanie z relacji kronikarskich, bardzo niepewnych w tej materii. Jej liczebność najczęściej szacuje się na 3500 jeźdźców i 2000 piechurów, w ślad za relacją Mattea Villaniego, która dotyczyła stanu z około 1363 roku. Pewne wątpliwości budzi w niej to, że identyczne liczby podaje w stosunku do niemieckiej Wielkiej Kompanii. Natomiast Pietro Azario, który widział oddział wcześniej, szacował liczbę konnych na 2000. W zapisach dotyczących roku 1363 kronikarz Sozomen z Pistoii podaje liczby 2500 jazdy i 2500 piechoty, zaś Villani, poza wspominanym wyżej szacunkiem, zanotował niższy stan, odnoszący się do sytuacji po kilkumiesięcznym pobycie w Toskanii – 1500 jazdy i 500 piechoty. Dopiero kontrakt z 1365 roku określił liczebność oddziału na 5000 jeźdźców, pod komendą kapitana generalnego i 30 dowódców. Na podstawie tego dokumentu (oraz umowy z 1361) podjęto próbę teoretycznego wyliczenia stanu jednostki na początku jej pobytu w Italii. Przy przyjęciu, że struktura organizacyjna nie zmieniła się przez te cztery lata, a jedynie zwiększyła się liczba pododdziałów (z 17 do 30) i że każdy z nich liczył około 167 ludźmi, szacunek ten daje liczbę 2839 żołnierzy. Jednak ze względu na fakt, że pododdziały te mogły mieć różną siłę, jest to jedynie bardzo orientacyjna i przybliżona kalkulacja liczebności.
Przez cały okres istnienia liczebność Białej Kompanii ulegała znacznym zmianom. Spadki, poza stratami w walce czy wskutek epidemii, wynikały także z uchwytnego w źródłach odchodzenia żołnierzy, którzy zaciągali się do innych oddziałów lub wracali za Alpy, do Francji albo Anglii. Natomiast wzrost był efektem dołączania nowych najemników spoza Włoch oraz tych, którzy już walczyli na tym terenie – zarówno cudzoziemców, jak i miejscowych. Na dużą płynność liczebności oddziału wskazuje także to, że zaledwie kilka nazwisk z umowy z 1361 roku znalazło się w tej zawartej cztery lata później.

## Szlak bojowy

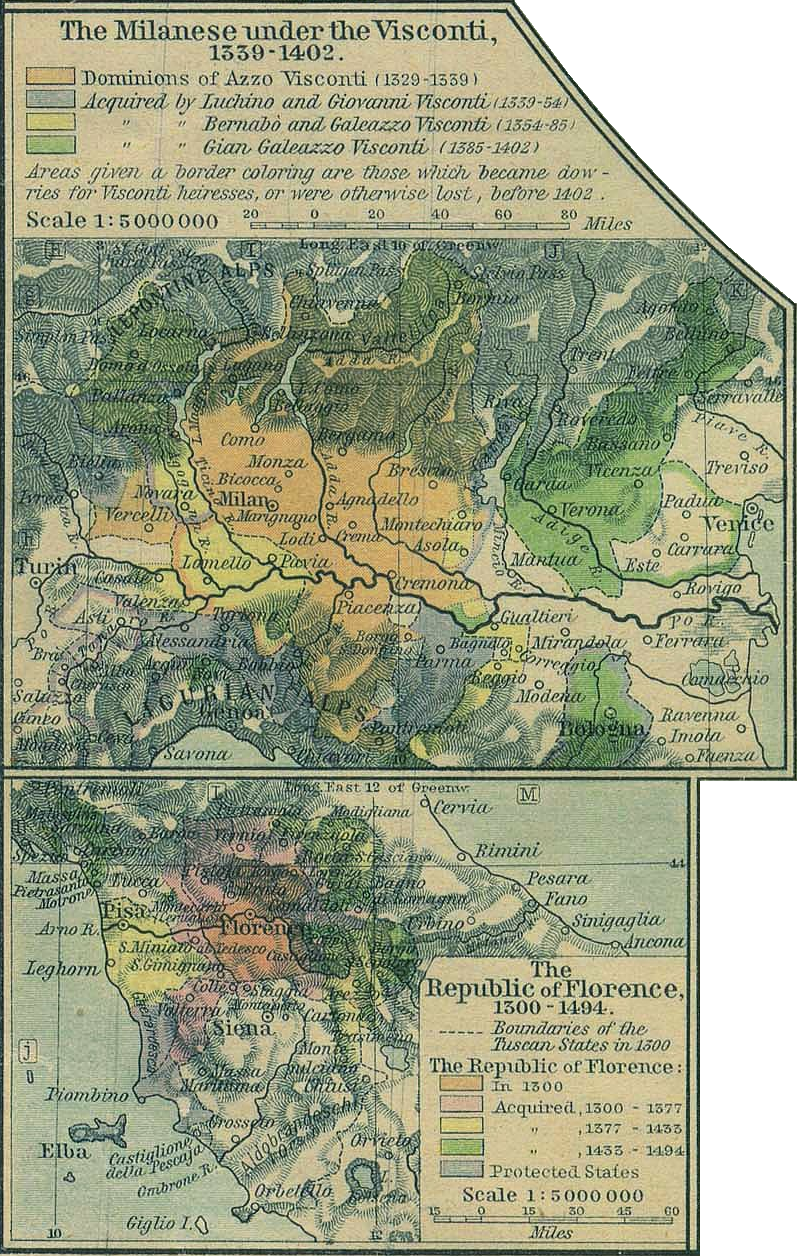
Terytoria Mediolanu pod rządami Viscontich oraz obszary Republiki Florenckiej do końca XV wieku

Kompania pod dowództwem Sterza w maju 1361 roku wkroczyła do Piemontu. Trasę jej marszu znaczyły brutalne napaści na mieszkańców i rabunki, choć kraina należała do neutralnego w toczącej się wojnie Amadeusza VI, hrabiego Sabaudii. Takie działania zlecił najemnikom markiz Monferratu, pragnąc wzbogacić się kosztem sąsiada. Biała Kompania zdołała opanować kilka miast na obszarze Piemontu, jak Rivarolo, Tortonę czy Lanzo – w tym ostatnim pochwyciła hrabiego Saubaudii i jego świtę, a wypuściła po uzyskaniu okupu. Na obszarze Piemontu i Lombardii oddział w służbie markiza walczył łącznie przez dwa lata. Zmagając się z siłami mediolańskimi najemnicy odnieśli spore sukcesy. Atakowali przedmieścia Mediolanu (styczeń 1363), jak i samo miasto, zaś ich największym sukcesem było zwycięstwo w bitwie pod Caturino 22 kwietnia 1363 roku, w której pokonali siły głośnego niemieckiego kondotiera Konrada von Landau.
Po zakończeniu wojny między markizem Montferratu a Mediolanem Biała Kompania, ciesząc się już ugruntowaną reputacją wśród włoskich państw, w lipcu 1363 roku przeniosła się do Toskanii, gdzie wstąpiła na służbę Pizy w konflikcie przeciw Florencji. Na jej czele nadal stał Sterz, zaś wśród podległych mu dowódców znalazł się Hugh Mortimer della Zouche, wnuk Rogera Mortimera. Wiadomo, że mniejsza grupa żołnierzy opuściła wówczas oddział, ponadto w grudniu tego samego roku Wenecja próbowała zaciągnąć część oddziału do ekspedycji przeciw zbuntowanej Kandii na Krecie, jednak zamiast oczekiwanych 300 ludzi jej ofertę przyjęło tylko 110.
Skala walk między Florencją a Pizą była dużo większa niż wojny, w której poprzednio najemnicy brali udział, lecz i tym razem wyróżnili się szybkimi działaniami i skutecznością. W ciągu 1363 roku głównie pustoszyli florenckie terytorium, zajmując także z zaskoczenia niektóre miasta, takie jak Pian di Ripoli, Figline czy Incisa, na ogół większe niż te w Lombardii. Biała Kompania nie miała wielu okazji do stoczenia bitew w otwartym polu, bowiem początkowo Florentczycy ograniczyli się tylko do stawienia niewielkiego oporu, skupiając się na ściąganiu z obszarów wiejskich zaopatrzenia i gromadzeniu ludności w umocnionych miejscach, tak by zapewnić jej bezpieczeństwo. Dopiero po pewnym czasie podjęli bardziej aktywne działania obronne. W trakcie tych walk najemnicy pod wodzą Sterza odnieśli dwa duże sukcesy – zdobyli Figline, które stało się ich bazą wypadową przeciw okolicznym zamkom, zaś pod Incisą pokonali siły florenckie, zdobywając przy tej okazji bogate łupy, co podkreślali ówcześni kronikarze, Villani, Sozomen i Giovanni Sercambi z Lukki.
Zimą, na przełomie 1363 i 1364 roku, Piza rozpuściła wszystkie swoje oddziały najemne z wyjątkiem Białej Kompanii, w której kapitanem generalnym został John Hawkwood. Przyczyny tej zmiany nie są jasne, zaś pozbawiony stanowiska Sterz pozostał w szeregach oddziału. Pierwsza wyprawa poprowadzona pod wodzą Hawkwooda zakończyła się niepowodzeniem, bowiem podjął ją w środku mroźnej zimy, w trudnych warunkach. Jedynym sukcesem było opanowanie miasta Vinci, natomiast marsz drogą przez górskie przełęcze do Florencji stał się zbyt trudnym wyzwaniem, podobnie jak utrzymanie się w regionie Mugello (na północny wschód od Florencji). Wyparta stamtąd Biała Kompania, borykając się z problemami z zaopatrzeniem i ponosząc znaczne straty w ludziach oraz koniach, musiała wycofać się z powrotem na terytorium Pizy. Filippo Villani na kartach swojej kroniki pochwalił ją za tę wyprawę, choć zakończyła się fiaskiem – podjęcie takiego przedsięwzięcia skłoniło go do porównania Anglików do armii Hannibala.
Na wiosnę 1364 roku oddział Hawkwooda został wzmocniony przez zastęp niemieckich najemników pod wodzą Hannekina Baumgartena i rozpoczął nową ofensywę. Jego siły liczyły szacowano od 6500 do nawet około 12 000 ludzi. Pustosząc tereny na trasie swojego marszu, dotarł pod mury Florencji, łatwo spychając do miasta oddziały przeciwnika, które próbowały stawić mu opór. Mimo utraty przez Hawkwooda części ludzi, głównie z racji upałów i problemów z zaopatrzeniem, wydawało się, że bliskie jest zakończenie wojny. Jednak wówczas Florentczycy przekupili najemników sumą około 100 000 florenów, wedle anonimowego kronikarza, przesyłając pieniądze ukryte w butelkach wina. Większość żołnierzy Baumgartena, jak i Biała Kompania ze Sterzem, Mortimerem della Zouche i Belmontem, porzuciła służbę w szeregach armii Pizy, lojalnym pozostał jedynie Hawkwood z zaledwie 800 ludźmi, z którymi musiał się wycofać. Być może ta dezercja była efektem wewnętrznych podziałów, jakie mogły się dokonać po zmianie kapitana generalnego.
28 lipca 1364 roku Biała Kompania zawarła umowę z Florencją, wstępując na jej służbę. W ciągu dalszych walk nie odniosła sukcesów podobnych do wcześniejszych, jakkolwiek wzięła udział w zwycięskiej bitwie pod Cascina (sierpień 1364), gdzie rozbito pośpiesznie sformowaną armię Pizy pod wodzą Hawkwooda. Niedługo potem zaczęły się spory między Anglikami a niemieckimi najemnikami z innych oddziałów, które służyły Florencji. Doszło nawet do ich ataku na obóz Białej Kompanii, lecz walkę zdołali powstrzymać florenccy urzędnicy. Po zawarciu pokoju z Pizą nastąpił podział wśród żołnierzy. Sterz dołączył do niemieckich najemników Baumgartena, którzy jako Kompania Gwiazdy ruszyli do Sieny i Państwa Kościelnego. W tym samym kierunku podążyła także Biała z Mortimerem della Zouche jako nowym kapitanem generalnym.
W listopadzie 1364 roku oba oddziały spotkały się pod Perugią. Niesnaski niemiecko-angielskie nie wygasły i doszło do starcia, które Biała Kompania przegrała. Zwycięscy Niemcy wkroczyli na terytorium papieskie i skierowali się na Todi oraz Orvieto. Dla obrony przed nimi Urban V i jego sojuszniczka, Joanna, królowa Neapolu, zdecydowali się wynająć najemników Mortimera. Kontrakt podpisano w styczniu 1365 roku. Jednak w niedługim czasie doszło do sporu między papieżem a królową, w efekcie czego Urban V zwolnił ze swej służby Białą, a zatrudnił Kompanię Gwiazdy. 22 lipca 1365 roku miało miejsce kolejne starcie między tymi oddziałami, pod San Mariano, niedaleko Perugii, które i tym razem zakończyło się niemieckim zwycięstwem. Szczegóły bitwy nie są znane, lecz decydującym czynnikiem, który doprowadził do klęski Białej, były braki w zaopatrzeniu. Anglicy, którzy poddali się Kompanii Gwiazdy, trafili do niewoli i zostali uwięzieni w Perugii. Większość została wypuszczona w ciągu tygodnia, z wyjątkiem kadry dowódczej – przykładowo Belmont odzyskał wolność po roku, zaś Mortimer dopiero w 1369 roku. Obaj ostatecznie powrócili do Anglii.
Bitwa pod San Mariano zakończyła historię Białej Kompanii. Jednak w historiografii wciąż używa się tej nazwy, określając nią kolejne oddziały, którymi dowodził Hawkwood. Z tego powodu można spotkać się z informacją, że Biała przegrała w bitwie pod Cascina (1364), zaś w późniejszych latach miała stanowić eskortę wjazdu Lionela księcia Clarence do Mediolanu na ślub z Violantą Visconti (1368) i służyć Barnabie Viscontiemu w kampanii 1372 roku przeciw Amadeuszowi VI (po której ludzie Hawkwooda, źle potraktowani przez władcę Mediolanu, przeszli pod sztandar papieża), zaś 10 lat później pozostawać na żołdzie Florencji. Podaje się także, że poniosła klęskę pod Arezzo (1368) czy też uczestniczyły w masakrze Ceseny (1377). William Caferro wskazuje, że takie postępowanie nie ma uzasadnienia, bowiem pomiędzy kolejnymi jednostkami Hawkwooda a pierwotną Białą nie było ciągłości organizacyjnej, a ponadto we włoskich źródłach oddziały tego najemnika najczęściej określano mianem „angielskich kompanii”.

## Metody walki

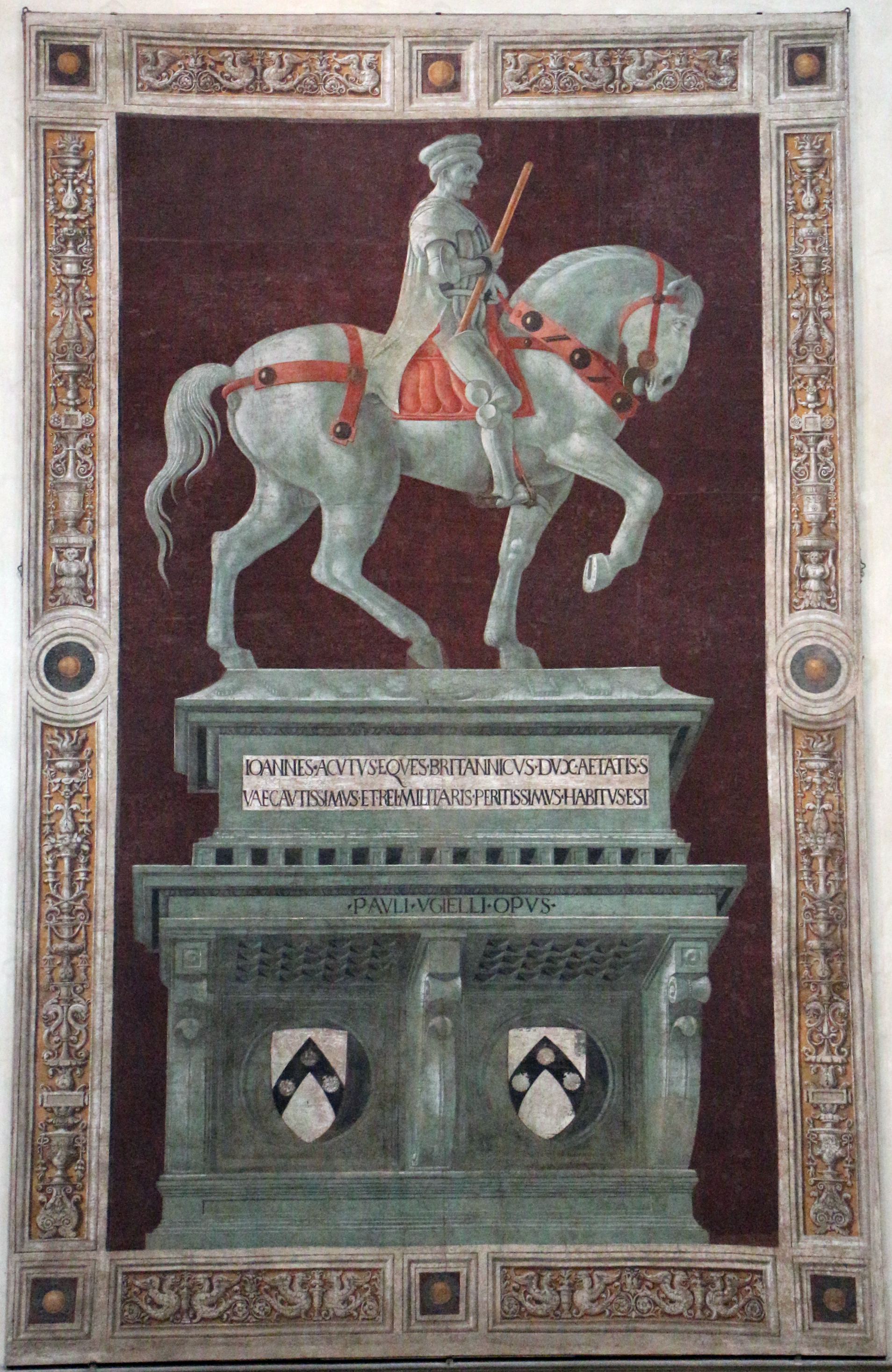
Paolo Uccello, Pomnik konny sir Johna Hawkwooda (1436), fresk w katedrze Santa Maria del Fiore we Florencji

Biała Kompania stosowała metody działań typowe dla angielskiej armii z wojny stuletniej. Były to niszczycielskie chevauchée, szybkie rajdy konno przemieszczających się żołnierzy, które poza łupami, miały sterroryzować ludność, szerząc zniszczenia na przemierzanych terenach. Oprócz tego oddział staczał bitwy w szyku pieszym, bazując na taktyce sił Edwarda III, co było nowością w porównaniu do sposobów walki ówczesnych kondotierów (niemieccy najemnicy stawiali głównie na konne szarże, zaś węgierscy unikali frontalnych natarć, skupiając się na atakach nękających).
Właśnie w stosowaniu metod zaczerpniętych z pól bitewnych wojny stuletniej historycy upatrywali źródła sukcesów tego oddziału w Italii. Jako że jego część stanowili łucznicy, użycie ich w walce miało przyczyniać się do kolejnych zwycięstw, dając krótkotrwałą przewagę taktyczną najemnikom z Anglii. Nie ma jednak szczegółowych opisów sposobów toczenia bitew przez Białą Kompanię, źródła z epoki zawierają jedynie pewne wskazówki co do metod walki. Z relacji Azaria wynika, że spieszeni żołnierze z tego oddziału stawali w zwartych szeregach i posługiwali się dużymi kopiami z długim żelaznym ostrzem. Broń ta miała być na tyle ciężka, że trzymało ją jednocześnie dwóch lub trzech ludzi, zarazem była w stanie przebić każdy rodzaj osłony. Według Filippa Villaniego szyk angielskich najemników przypominał owal, w którym nisko kopie trzymało po dwóch żołnierzy, zaś w trakcie ataku poruszali się drobnymi krokami. Ten sposób walki przypominał mu polowanie z włóczniami na dzika. Stosowana przez Anglików formacja była trudna do przełamania, dawała też duże możliwości do kontrataków. Jednak nie przypominała szyków z Francji, widać natomiast pewne podobieństwo do szkockich schiltronów czy też późniejszej taktyki szwajcarskich pikinierów.
Na podstawie obu kronikarskich relacji trudno określić, czy Biała Kompania wzorem wojsk angielskich we Francji, przyjmowała w walce postawę defensywną, ponadto autorzy stosunkowo niewiele miejsca poświęcili sposobowi użycia łuczników. Azario wspomniał o ustawieniu ich na tyłach szyku bojowego i wyposażeniu w długie łuki, zaś Villani podkreślał, że byli posłusznymi i wykwalifikowanymi żołnierzami. Opisy bitew, jakie obaj kronikarze pozostawili, są niejasne i nieprecyzyjne. Na temat starcia pod Caturino Azario podał jedynie, że w pierwszych potyczkach sukces odnieśli ludzie Landaua, lecz miało to miejsce przed spieszeniem się obu stron i głównym natarciem. Nie wspominał w żadnym miejscu o roli łuczników, zaś za czynnik decydujący dla wyniku bitwy uznaje dezercję węgierskiej jazdy, która porzuciła Landaua.
Przekonanie, że łucznicy stanowili istotny element Białej Kompanii i dawali jej przewagę, wyrażali historycy Fritz Gaupp i Geoffrey Trease, zaś Michael Mallett przyjął, że ich liczba w szeregach spadała w ciągu lat. Nie wiadomo jednak ilu ich było na początku działań w Italii, zaś zapisy z późniejszych dokumentów dotyczące innych oddziałów, wskazują na to, iż łucznicy nie byli specjalnie liczni. Zdaniem W. Caferra nie ma podstaw do przypuszczeń o większej ich liczbie w Białej w momencie przybycia do Włoch i błędnym jest kładzenie zbyt dużego nacisku na angielską taktykę, jako źródło jej sukcesów. Oddział najemników znacznie różnił się składem od wojsk Edwarda III walczących we Francji i nie można przyjąć, że długi łuk odgrywał decydującą rolę w jego walkach na Półwyspie Apenińskim. Nie oznacza to jednak, że ta broń nie miała żadnego znaczenia, skoro z zapisów kronikarzy widać, że im zaimponowała, tym bardziej, że przyjmowano ją (jakkolwiek rzadko) na wyposażenie także w konnych oddziałach nieangielskich. Najprawdopodobniej najemnicy z Białej stosunkowo niewielką liczbę własnych łuczników łączyli z kusznikami czy innych strzelcami, wiadomo też, że rekrutowali w swoje szeregi węgierskich konnych łuczników.
Zwycięstwa oddziału w polu były możliwe dzięki, zauważanemu przez kronikarzy, zdyscyplinowaniu i dobremu dowodzeniu. Szczególnych pochwał w związku z tym ostatnim aspektem doczekał się Sterz od Azaria. Czynnikiem, który ułatwiał Niemcowi skuteczne sprawowanie komendy, była znajomość angielskiego. Możliwe, że początkowo dobre relacje między żołnierzami w szeregach oddziału opierały się na wspólnym poczuciu tożsamości. Opis bitwy pod Caturino sugeruje także, że Biała Kompania w służbie markiza Montferratu potrafiła utrzymywać poprawne kontakty z innymi, nieangielskimi jednostkami, u boku których walczyła, tworząc w ten sposób bardziej spójną armię. Możliwe, że jej sukcesy stanowiły w oczach innych najemników zapowiedź zwycięstwa i zdobycia łupów, co skłaniało ich do lepszej współpracy z Anglikami.
Bez względu na stosowaną taktykę Biała Kompania rzadko staczała bitwy w otwartym polu, zdecydowanie częściej prowadząc działania łupieżcze, niszczące terytorium przeciwnika. Taki sposób prowadzenia wojny, z próbą ekonomicznego wyczerpania wroga i przystępowaniem do bitew tylko w najkorzystniejszych warunkach, był typowy dla ówczesnych Włoch. Walory oddziału w zakresie takich grabieżczych rajdów dostrzegali kronikarze, wskazując na to, jak sprawnie radził sobie z pokonywaniem przeszkód terenowych, jak szybko maszerował, pokonując duże odległości oraz podkreślając niszczące skutki jego uderzeń. Duża mobilność i manewrowość Białej wynikała z faktu, że operowała podzielona na szereg mniejszych oddziałów. W ten sposób nie można było wszystkich najemników wciągnąć w zasadzkę, ułatwiało to zaopatrzenie i powiększało zasięg ich rajdów. Na ogół żołnierze nie musieli operować w bardzo dużych jednostkach, by wtargnąć na słabo bronione tereny wiejskie. Takie działania dawały też poszczególnym dowódcom podległym kapitanowi generalnemu szansę na zdobycie doświadczenia w samodzielnym dowodzeniu, prawdopodobnie były też przyczyną dezorientacji włoskich kronikarzy w temacie tego, kto dowodził Białą.
W początkowych latach działań we Włoszech oddział szczególnie wyróżniał się skutecznym prowadzeniem nocnych ataków. Wykorzystując element zaskoczenia, przeprowadzał ataki na mniejsze miasta i zamki, osiągając wręcz oszałamiające efekty. W środku nocy zdobyli Rivarolo, Lanzo i Tortonę, rabując nieprzygotowanych mieszkańców. Najemnicy poważyli się także na atak o zmroku na Mediolan, zgarniając łupy, według szacunku Azaria, odpowiadające sumie około 100 000 florenów. W trakcie wojny przeciw Florencji w podobny sposób zajęli Pian di Ripoli, wdzierając się na jego mury w nocy, kiedy mieszkańcy mieli już spać. Źródłami sukcesów w takich atakach było ich zdyscyplinowanie, używanie specjalnie skonstruowanych drabin (wedle opisu Fillippa Villianiego podzielonych na odrębne sekcje, które można było połączyć zależnie od wysokości murów jakie należało sforsować), jak również korzystanie z usług zdrajców, dzięki którym mogli wtargnąć przez otwartą bramę, co miało miejsce choćby w Tortonie. Być może idea nocnych ataków została Białej zasugerowana przez markiza Montferratu, którego ojciec napisał traktat o wojnie, w którym zalecał prowadzenie takich działań i podawał szczegóły, w jaki sposób powinny być przeprowadzane.
Nocne ataki były działaniami opartymi na przebiegłości i podstępie, które uchodziły w oczach ówczesnych włoskich kronikarzy za typowe dla Anglików. Żołnierze Białej Kompanii łączyli to również z zastraszaniem, zyskując przez to opinię wyjątkowo bezwzględnych i brutalnych, choć mieli nie pastwić się nad ofiarami tak bestialsko jak węgierscy najemnicy. Szeroko o okrucieństwach Anglików pisali kronikarze przedstawiający okoliczności ich przybycia do Italii. Azario relacjonując różne tortury, które zadawali swoim ofiarom, wspominał o obcinaniu kolejnych części ciała więźniom i rzucaniu okaleczonych korpusów zmarłych na pożarcie psom. Ponadto, by wymusić okup, najemnicy mieli zamykać ludzi w skrzyniach i grozić ich zatopieniem. Wydaje się, że brutalność, jakiej się dopuszczali była wyjątkowo wysoka, nawet jeśli część opisów w kronikach jest wyolbrzymiona. Według Filippa Villianego znęcanie się nad pojmanymi ludźmi miało uczynić oddział bardziej przerażającym w oczach przeciwników, podobnie jak wznoszenie groźnych okrzyków bojowych podczas ataku. Atak na Figline zakończył się powodzeniem, bowiem zastraszona ludność sama otwarła bramy swego miasta.
Jednocześnie włoscy autorzy byli pod wrażeniem bojowego ducha i zaciekłości w walce, które prezentowała Biała Kompania, niejednokrotnie wyróżniając się tą postawą na tle innych cudzoziemskich najemników, nad których częścią górowała także umiejętnościami, dzięki doświadczeniu z wojny stuletniej. Słowa uznania Filippa Villianiego i Azaria budziła również kondycja fizyczna, wytrzymałość w długich marszach, zdolność znoszenia kaprysów pogody bez względu na porę roku. Zarazem obaj podkreślają wielką chciwość najemników, zaś Villani dodatkowo jako ich jedyną prawdziwą wadę wskazywał nazbyt aroganckie pragnienie walki, które sprawiało, że niekiedy działali nieostrożnie. Za przykład takiego postępowania można uznać wyprawę Hawkwooda na Florencję zimą 1364 roku.

## Znaczenie
Biała Kompania uznawana jest za najsłynniejszy oddział utworzony przez najemników z wojny stuletniej. Działając w krajach włoskich, wyróżniała się dużą skutecznością i umiejętnościami w prowadzeniu działań wojennych, jakkolwiek, nie była niezwyciężona. Ze źródeł wyłania się obraz jednostki dobrze zorganizowanej i zdyscyplinowanej. Jej działania wywierały spore wrażenie na współczesnych, budząc porównania do starożytnych Rzymian i Kartagińczyków. Anonimowy kronikarz z Pizy nazwał najemników z tego oddziału „najdzielniejszymi wojownikami”, ponadto stwierdził, że gdyby nie doszło między nimi do podziałów, to mogliby podbić cały półwysep. Kiedy wstąpili na służbę Pizy, według przekazu Filippa Villianiego, Piero Farnese, kapitan florenckiej armii miał o nich powiedzieć, że „nie było lepszych ludzi, poza tymi Cezara”, zaś kronikarze Donato Velluti i Pagolo Morelli krytykowali florenckie władze za to, że nie zaciągnęły Białej, uważając, że oznaczałoby to zwycięstwo w wojnie z Pizańczykami. Jednocześnie budziła niechęć, a jej brutalność szokowała Włochów. Część Florentczyków uważała żołnierzy tej jednostki bardziej za dzikie bestie niż ludzi. Świadectwem strachu jaki im towarzyszył było wycofanie się bez walki oddziałów florenckich spod obleganego Montecalvoli, kiedy to zbliżyły się do niej siły pizańskie, które wzięto za Białą Kompanię.
Filippo Villiani, używając popularnej w Toskanii metafory, porównywał najemników z Białej do lwów i lisów, gdy wspominał o ich skłonnościach do wybiegów. Połączenie waleczności ze zastosowaniem forteli przyczyniło się do odnoszenia przez nich sukcesów. Wykorzystując umiejętności nabyte w kampaniach wojny stuletniej, odcisnęli swój wpływ na sztukę wojenną we Włoszech. Jednocześnie wykazali się dużymi zdolnościami w przystosowaniu się do nowego środowiska, zdobywając się na innowacje, jak wprowadzenie w szeregi swojego oddziału węgierskich łuczników konnych. Szczególne uznanie budzą także ich umiejętności w zastosowaniu trudnej i rzadkiej taktyki nocnego ataku. Villiani przypisał także Białej Kompanii wprowadzenie do krajów włoskich kopii jako jednostki organizacyjnej wojska. Badania M. Malletta wykazały, że była znana już wcześniej, lecz to angielscy najemnicy spopularyzowali ją na półwyspie i umiejętnie wykorzystali również do walki pieszej. Służba w tym oddziale i dowodzenie nim przez pewien czas wpłynęły także na spektakularną karierę Johna Hawkwooda, który do końca życia pozostał w Italii i wyróżniał się jako jeden z lepszych kondotierów, swoją sławą przyćmiewając i Białą Kompanię.  
W późniejszych wiekach formacja cieszyła się sporym zainteresowanie wśród uczonych, jak i pisarzy. Z podziwem wyrażał się o niej Ruskin, natomiast Arthur Conan Doyle napisał powieść Biała Kompania, luźno opartą na losach oddziału. Została opublikowana po raz pierwszy w odcinkach w czasopiśmie „The Cornhill Magazine” w 1891 roku, wzbudzając spore zainteresowanie.